# Les Survivants (film, 2022)
Pour les articles homonymes, voir Les Survivants.
Pour plus de détails, voir Fiche technique et Distribution.
Les Survivants est un thriller dramatique français réalisé par Guillaume Renusson et sorti en 2022. Le film est présenté en première mondiale en compétition au Festival du film francophone d'Angoulême 2022.

## Synopsis
Samuel part s’isoler dans son chalet au cœur des Alpes italiennes. Une nuit, une jeune femme se réfugie chez lui, piégée par la neige. Elle est afghane et veut traverser la montagne pour rejoindre la France. Samuel ne veut pas d’ennuis mais, devant sa détresse, décide de l’aider. Il est alors loin de se douter qu’au-delà de l’hostilité de la nature, c’est celle des hommes qu’ils devront affronter.

## Fiche technique
Sauf indication contraire, les informations mentionnées dans cette section peuvent être confirmées par la base de données cinématographiques IMDb,  présente dans la section « Liens externes ».
- Titre original : Les Survivants
- Titres provisoires : Les Versants[3],[1] puis Roya[1]
- Titre anglais : White Paradise
- Réalisation : Guillaume Renusson
- Scénario : Guillaume Renusson et Clément Peny
- Musique : Robin Coudert
- Photographie : Pierre Maillis-Laval
- Montage : Joseph Comar
- Décors : Karim Lagati
- Costumes : Anne Kervran Lorca
- Production : Pierre-Louis Garnon et Frédéric Jouve
  - Producteur associé : Gregory Chambet et Dimitri Stephanides
- Société de production : Les Films Velvet, WTFilms et Baxter Films
- Société de distribution : Ad Vitam Distribution[4]
- Budget : 2,17 millions €[5]
- Pays de production :  France
- Langue originale : français, italien[6]
- Format : couleur — 2,35:1
- Genre : Thriller dramatique
- Durée : 94 minutes
- Dates de sortie :
  - France : 
    - 24 août 2022 (Angoulême)
    - 15 octobre 2022 (Festival Jean Carmet de Moulins)
    - 4 janvier 2023 (en salles)

  - Canada : 3 novembre 2022 (Cinemania)

## Distribution
- Denis Ménochet : Samuel
- Zar Amir Ebrahimi : Chehreh
- Victoire Du Bois : Justine
- Oscar Copp : Victor
- Luca Terracciano : Stefano
- Guillaume Pottier : Cédric
- Roxane Barazzuol : Léa
- Julie Moulier : l'automobiliste
- Rémi Pedevilla : le gendarme du premier contrôle
- Loïc Corbery : le gendarme du second contrôle
- Julie-Anne Roth : l'infirmière bénévole
- Bastien Ughetto : Grégoire

## Production

### Genèse et développement
Les Survivants est le premier long métrage du réalisateur Guillaume Renusson.
Comme références pour Les Survivants, Guillaume Renusson cite Essential Killing de Jerzy Skolimowski, Dersou Ouzala d’Akira Kurosawa, Gerry de Gus Van Sant, la dernière partie de La Grande Illusion de Jean Renoir, Le Grand Silence de Sergio Corbucci, The Revenant de Alejandro González Iñárritu, et Un lac de Philippe Grandrieux.
Pour le rôle de Chehreh, le réalisateur et les producteurs voulaient un visage inconnu, alors ils ont choisi Zar Amir Ebrahimi. Le réalisateur Guillaume Renusson dit : « Si Zar est connue en Iran, elle était inconnue en France. Au casting, elle a joué son essai en me regardant droit dans les yeux. Elle n’était pas craintive ou victime mais très forte. Je me suis dit que face au colosse aux pieds d’argile qu’est Samuel, c’était bien qu’il y ait cette femme toute frêle en apparence mais résiliente. Zar a aussi la faculté de changer de visage : les trois fois où je l’ai vue au casting, j’ai eu l’impression de voir trois femmes différentes… C’était bien pour le film, car l’idée était que Chehreh devienne de plus en plus la femme défunte de Samuel. ».
Pour les rôles des traqueurs fachos, le réalisateur voulait trois visages « normaux », il a donc choisi Luca Terracciano, Oscar Copp et Victoire Du Bois. Le réalisateur Guillaume Renusson a déclaré que Victoire Du Bois est « particulièrement impressionnante ».

### Tournage
Le tournage a eu lieu dans les Hautes-Alpes et les Alpes-de-Haute-Provence. Le tournage avait commencé en mars 2020 mais avait dû être interrompu en raison de la Pandémie de COVID-19 le 16 mars 2020.
Le tournage a repris le 11 janvier 2021 et s'est achevé en 12 février 2021.

## Sortie
Les Survivants a été présenté en première mondiale en compétition au Festival du film francophone d'Angoulême 2022 le 24 août 2022. Ad Vitam Distribution sorti le film en France dans les salles de cinéma le 4 janvier 2023.

## Accueil

### Accueil critique
En France, le site Allociné propose une moyenne des critiques de presse à 3,5/5, à partir de l'interprétation de 21 titres de presse.

### Box-office
Pour son premier jour d'exploitation en France, Les Survivants réalise 6 800 d'entrées, dont 2 743 en avant-premières, et figuré a la cinquième place au box-office des nouveautés, derrière Cet été-là (7 893 entrées), et devant Etugen (4 955 entrées), avec 398 spectateurs par séances dans 120 salles. Lors de son premier week-end d'exploitation, le film réalise 38 064 entrées, le plaçant quinzième place du box-office.
| Pays ou région | Box-office     | Date d'arrêt du box-office | Nombre de semaines |
| -------------- | -------------- | -------------------------- | ------------------ |
| France         | 81 678 entrées | 1er mars 2023              | 8                  |
| Total mondial  | 415,679 $      |                            |                    |

## Distinctions

### Récompenses
- Festival Premiers Plans d'Angers 2019 : 
  - Prix du public du meilleur scénario de long-métrage pour Guillaume Renusson et Clément Peny[4],[3]
  - Prix Fondation VISIO – Lectures de scénario pour Guillaume Renusson et Clément Peny[4],[3],[15]
- Festival du film indépendant de Rome (RIFF) 2023 : Prix du meilleur long métrage international[16]

### Nominations et sélections
- Festival du film francophone d'Angoulême 2022 : sélection officielle, en compétition[2]
- Arras Film Festival 2022 : sélection officielle, avant-première[17]
- Festival Jean-Carmet 2022 : sélection officielle, avant-première[18]
- Festival de films francophones Cinemania 2022 : sélection officielle, avant-première[19]
- Festival de cinéma européen des Arcs 2022 : sélection « Focus Alpes »[6]